# 2014年冬季奧林匹克運動會拉脫維亞代表團
2014年冬季奧林匹克運動會拉脫維亞代表團是拉脫維亞所派出的2014年冬季奧林匹克運動會代表團，共有58名運動員參與九項目賽事。

## 冬季兩項
根據2012年冬季兩項世界錦標賽及2013年冬季兩項世界錦標賽的結果，拉脫維亞共有1男1女獲得參賽資格。
- 男子項目 – 1個名額
- 女子項目 – 1個名額

## 冰球

### 男子
拉脫維亞男子隊於2014年冬季奧林匹克運動會–男子冰球資格賽E組上獲勝，確定晉級。
- 男子 – 1隊23個名額

## 競速滑冰
按照2012–13年ISU競速滑冰世界盃、2013年世界單程距離競速滑冰世界盃，拉脫維亞在下列項目取得參賽席位：
- 男子1000公尺
- 男子1500公尺
- 男子5000公尺

## 外部連結
- Latvia at the 2014 Winter Olympics（页面存档备份，存于）